# Jelle Geens
Pour les articles homonymes, voir Geens.
Jelle Geens, né le 26 mars 1993 à Zolder (Belgique) est un triathlète professionnel belge. Il est champion de Belgique sur courte distance en 2015 et vainqueur d'étape lors des championnats du monde de triathlon courte distance.

## Biographie
Participants aux Jeux olympiques de Rio de Janeiro en 2016, il termine à la 38e place de la compétition pour ses débuts olympiques.
En juin 2019, il remporte pour la première fois une étape des championnats du monde de triathlon courte distance à Montréal, au terme d'une course de haut niveau, il s'impose en 53 min 58 s au sprint devant le champion du monde en titre l'Espagnol Mario Mola. Il reçoit le titre honorifique de triathlète belge de l'année 2019, décernée par le site internet spécialisé 3athlon.
Qualifié pour les Jeux olympiques de Tokyo de 2020, il ne participe pas à l'épreuve individuelle, étant testé positif à la Covid-19, il arrive à temps cinq jours plus tard pour le relais mixte où l'équipe de Belgique prend la 5e place.

## Palmarès
Le tableau présente les résultats les plus significatifs (podium) obtenus sur le circuit international de triathlon depuis 2015,,.
| Année | Compétition                                        | Pays                | Position           | Temps           |
| ----- | -------------------------------------------------- | ------------------- | ------------------ | --------------- |
| 2024  | Championnats du monde d'Ironman 70.3               | Nouvelle-Zélande    | Médaille d'or      | 3 h 32 min 9 s  |
| 2024  | T100 de Las Vegas                                  | États-Unis          | Médaille d'or      | 3 h 19 min 34 s |
| 2024  | Ironman 70.3 de Zell am See                        | Autriche            | Médaille d'argent  | 3 h 51 min 9 s  |
| 2024  | Ironman 70.3 de Tallinn                            | Estonie             | Médaille de bronze | 3 h 39 min 13 s |
| 2023  | WTS Montréal                                       | Canada              | Médaille de bronze | 54 min 2 s      |
| 2022  | Grand Prix de triathlon - Étape de Quiberon        | France              | Médaille d'or      | Timing          |
| 2022  | WTS Abou Dabi (Finale)                             | Émirats arabes unis | Médaille de bronze | 1 h 44 min 34 s |
| 2021  | Ironman 70.3 Indian Wells-La Quinta                | États-Unis          | Médaille de bronze | 3 h 42 min 29 s |
| 2021  | WTS Abou Dabi                                      | Émirats arabes unis | Médaille d'or      | 52 min 20 s     |
| 2021  | WTS Yokohama                                       | Japon               | Médaille d'argent  | 1 h 43 min 5 s  |
| 2020  | Coupe du monde étape : Karlovy Vary                | Tchéquie            | Médaille de bronze | 1 h 52 min 35 s |
| 2020  | Coupe du monde étape : Valence                     | Espagne             | Médaille de bronze | 0 h 50 min 33 s |
| 2019  | WTS Montréal                                       | Canada              | Médaille d'or      | 0 h 53 min 49 s |
| 2019  | WTS Hambourg                                       | Allemagne           | Médaille de bronze | 55 min 13 s     |
| 2019  | Championnats d'Europe de triathlon courte distance | Pays-Bas            | Médaille de bronze | 1 h 35 min 56 s |
| 2018  | Coupe du monde étape : Sarasota                    | États-Unis          | Médaille d'argent  | 0 h 48 min 25 s |
| 2018  | Coupe du monde étape : Anvers                      | Belgique            | Médaille d'or      | 0 h 58 min 15 s |
| 2017  | Coupe d'Europe étape : Mellila                     | Espagne             | Médaille d'or      | 1 h 51 min 16 s |
| 2016  | Coupe du monde étape : Huatulco                    | Mexique             | Médaille d'argent  | 1 h 58 min 40 s |
| 2015  | Championnat de Belgique courte distance            | Belgique            | Médaille d'or      | 2 h 1 min 16 s  |

| Année | Compétition                                        | Pays     | Position           | Temps           |
| ----- | -------------------------------------------------- | -------- | ------------------ | --------------- |
| 2023  | Test Event Paris 2024                              | France   | Médaille de bronze | 1 h 12 min 36 s |
| 2021  | Qualification Tokyo 2020 - Lisbonne                | Portugal | Médaille d'or      | 1 h 23 min 58 s |
| 2018  | Championnats d'Europe de triathlon courte distance | Écosse   | Médaille de bronze | 1 h 15 min 29 s |